# Ківалов Сергій Васильович
Сергі́й Васи́льович Ківа́лов (нар. 1 травня 1954, Тирасполь, Молдавська РСР) — український політик, народний депутат України III—VIII скликань, голова Центральної виборчої комісії під час президентських виборів 2004 року, які вилилися в Помаранчеву революцію. Академік Національної академії правових наук України, академіком Національної академії педагогічних наук України, президент Національного університету «Одеська юридична академія». Ківалов також відомий як співавтор закону «Про засади державної мовної політики», прийнятого 3 липня 2012 року. Член фракції Опозиційного блоку (колишня Партія регіонів).

## Життєпис
Закінчив Свердловський юридичний інститут, судово-прокурорський факультет (1976—1980), «Правознавство»; докторська дисертація «Організаційно-правові основи митної справи в Україні» (Юридичний інститут Одеського державного університету ім. Мечникова, 1996).
Дитинство минуло на Одещині.
- 11.1972 — 12.1974 — служба в армії.
- 01.1975 — 09.1976 — слюсар, майстер, АТП № 1.
- 09.1976 — 08.1985 — аспірант, викладач, голова профкому, Свердловський юридичний інститут.
- 08.1985 — 12.1987 — в органах внутрішніх справ, Свердловськ, Одеса.
- 12.1987 — 11.1989 — старший викладач, начальник циклу адміністративного права й адміністративної діяльності, Одеська школа міліції.
- 12.1989 — 04.1997 — старший викладач, доцент, професор, проректор,
- З 1996 — завідувач кафедри морського та митного права,
- 04.1997 — 12.1997 — ректор Юридичного інституту Одеського державного університету ім. Мечникова.
- 12.1997 — 04.1998 — ректор, Одеська державна юридична академія.
- 1990—1994 — голова постійної комісії із законності та правопорядку Жовтневої райради м. Одеси. 1994—1998 — голова постійної комісії із законності та правопорядку Одеської міськради.
- 25 травня 2001 року — 10 березня 2004 року — голова Вищої ради юстиції. Член Центральної виборчої комісії (17 лютого — 5 грудня 2004 року), Голова (02.2004 — 12.2004).
- Президент Національного університету «Одеська юридична академія» (з 1998 року). Член Координаційної ради з питань судово-правової реформи при Президентові України (10.1997 — 07.2000).
- Голова Української морської партії (з 03.2001).

29 квітня 2024 року отримав поранення в результаті російського ракетного удару по Одесі.

## Особисте життя
Дружина Наталя Миколаївна (1955) — економіст; дочка Тетяна (1976) — юрист. Володіє англійською мовою.

## Політична та громадська діяльність

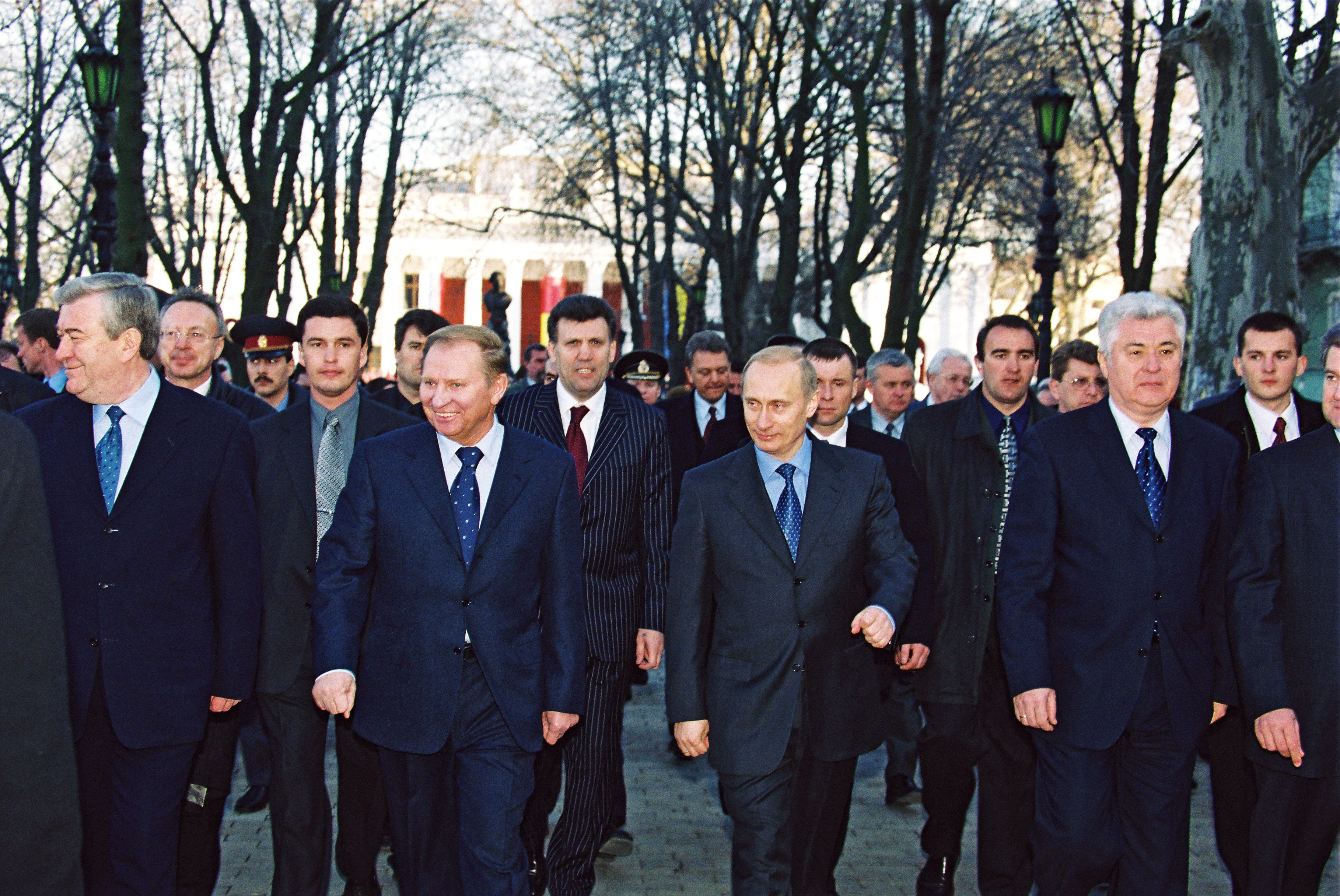
Ківалов із президентами України, Росії та Молдови в Одесі. 17 березня 2002 р.

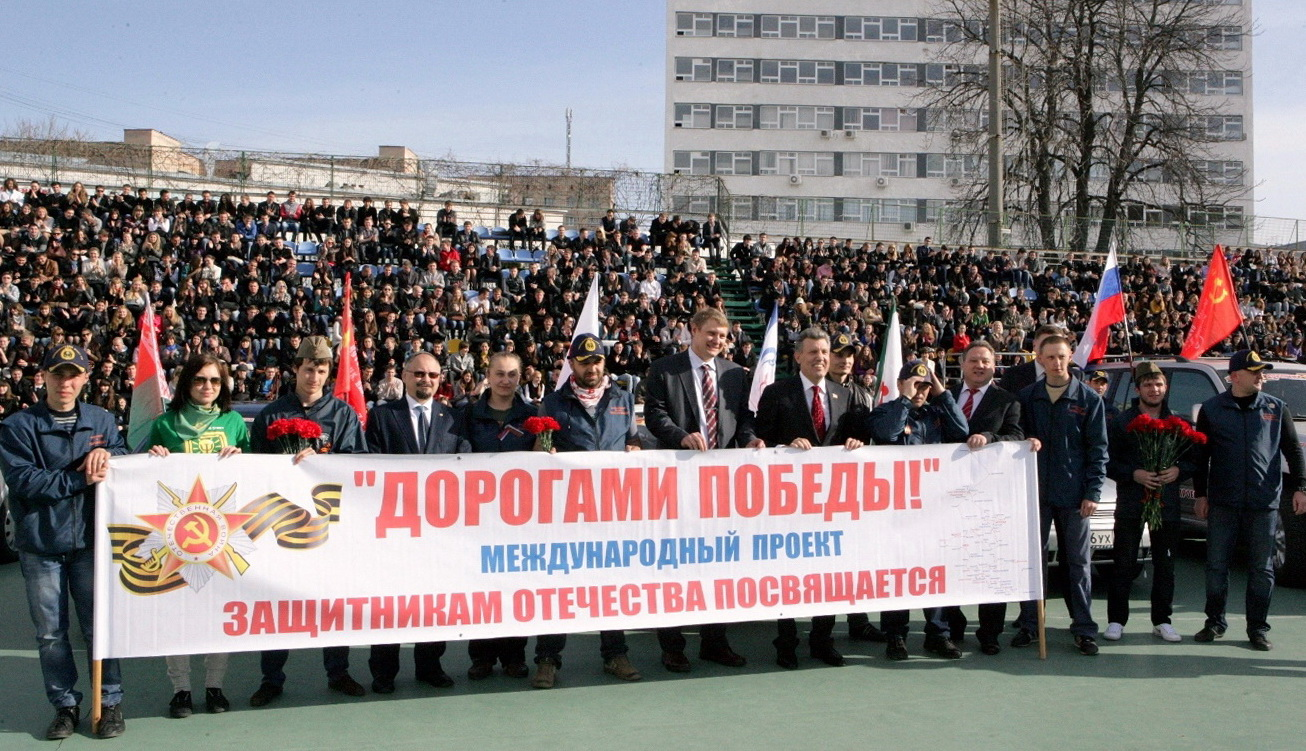
Ківалов бере участь у про-російській акції «Дорогами победы»

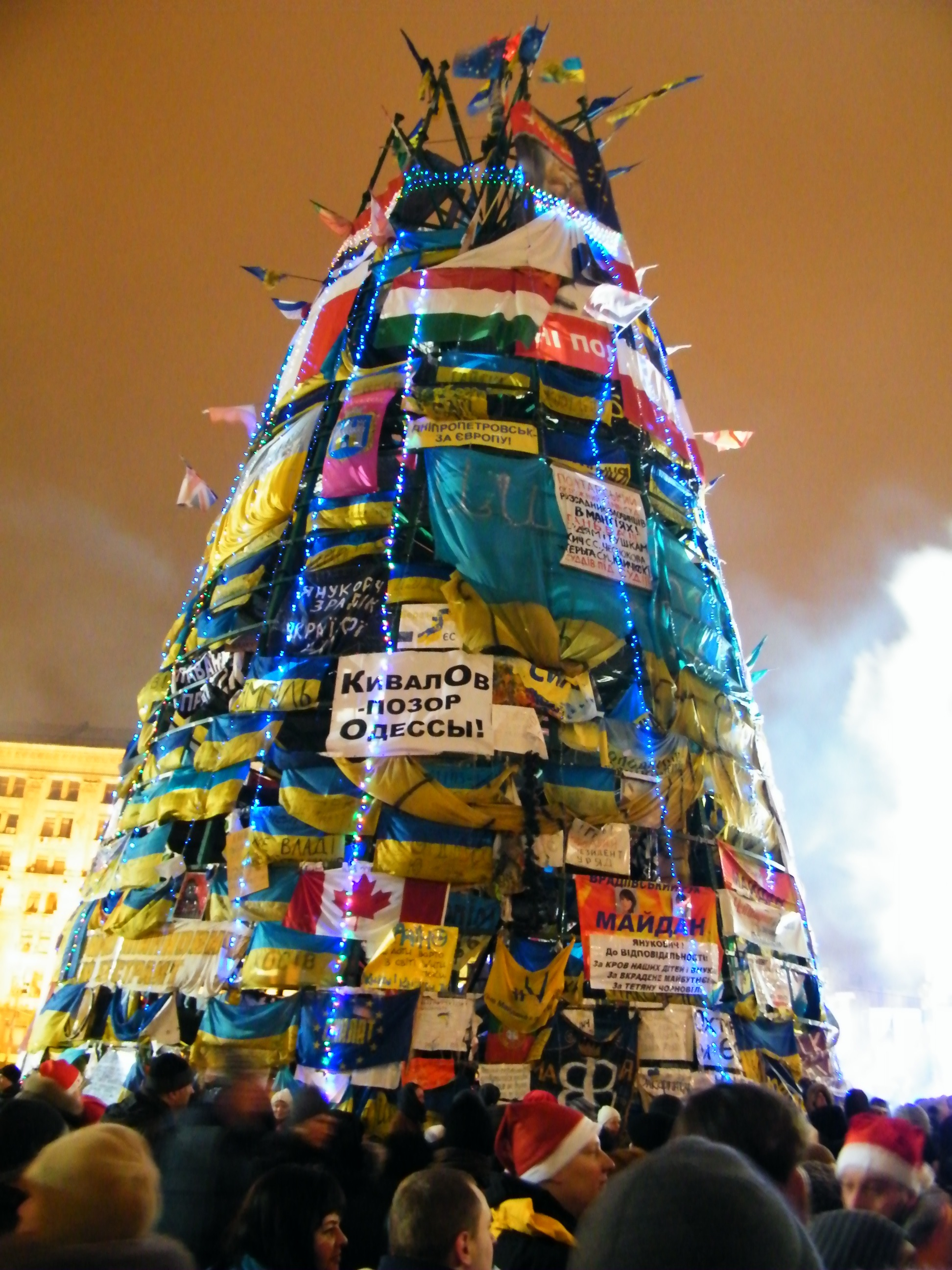
Євромайданівська «йолка» з критикою Ківалова

Народний депутат України III скликання 03.1998 — 04.2002, виборчий округ № 135, Одеської області. З'явилося 62,0 %, за 25,8 %, 19 суперників. На час виборів: ректор Одеської державної юридичної академії. Член групи «Незалежні» (07.1998 — 11.1998), член фракції СДПУ(О) (з 11.1998). Голова підкомітету парламентського контролю Комітету з питань правової реформи (з 07.1998).
Народний депутат України IV скликання з 04.2002, виборчий округ № 136, Одеської області, висунутий Українською морською партією. За 39,10 %, 5 суперників. На час виборів: народний депутат України, член Української морської партії. Член фракції «Єдина Україна» (05.2002 — 10.2002). Голова підкомітету з питань законодавчого забезпечення політичної реформи та організації парламентського контролю (парламентської реформи та парламентського контролю) Комітету з питань правової політики (з 06.2002). Склав депутатські повноваження 4 березня 2004 року.
2004 року під час першого та другого туру виборів президента України обіймав посаду голови Центральної виборчої комісії України. Під час виборів було виявлено численні випадки фальсифікацій, які за рішенням Верховного Суду України унеможливили встановлення результатів виборів. Тоді ж було призначено повторний другий тур виборів, до початку якого Ківалова було звільнено з посади.
Народний депутат України V скликання 04.2006 — 11.2007 від Партії регіонів, № 27 в списку. На час виборів: ректор Одеської національної юридичної академії, безпартійний. Член фракції Партії регіонів (з травня 2006 року). Голова Комітету з питань правосуддя (з липня 2006 року). Помічником Ківалова був майбутній глава Окружного адміністративного суду Києва Павло Вовк.
Народний депутат України VI скликання 11.2007 — 12.2012 від Партії регіонів, № 28 у списку. На час виборів: народний депутат України, безпартійний. Голова Комітету з питань правосуддя (з грудня 2007). Член фракції Партії регіонів (з листопада 2007 року).
Народний депутат України VII скликання 12.2012 — 11.2014, виборчий округ № 135, Одеська область, висунутий Партією регіонів. За 56,79 %, 14 суперників. На час виборів: народний депутат України, член Партії регіонів. Член фракції Партії регіонів (з грудня 2012 року). Голова Комітету з питань верховенства права та правосуддя (з грудня 2012 року).
Народний депутат України VIII скликання з листопада 2014 року, виборчий округ № 135, Одеська область, самовисуванець. За 28,8 %, 39 суперників. На час виборів: народний депутат України, член Української морської партії Сергія Ківалова. Позафракційний. Член Комітету з питань правової політики та правосуддя.
Кандидат у народні депутати на парламентських виборах 2019 року (виборчий округ № 135, Приморський район м. Одеси). Програв кандидату від партії «Слуга народу» Олексію Леонову.

## Участь у місцевих виборах 2015
9 жовтня 2015 року в Одесі невідомі кинули гранату у двір приватного будинку, де проживає народний депутат України Сергій Ківалов. У результаті вибуху гранати ніхто не постраждав.
10 жовтня 2015 року Ківалов зняв свою кандидатуру з майбутніх виборів на посаду мера Одеси, пояснивши це тим, що не хоче «щоб пролилася чиясь кров», оскільки раніше невідомі кинули гранату у двір його будинку.

## Критика

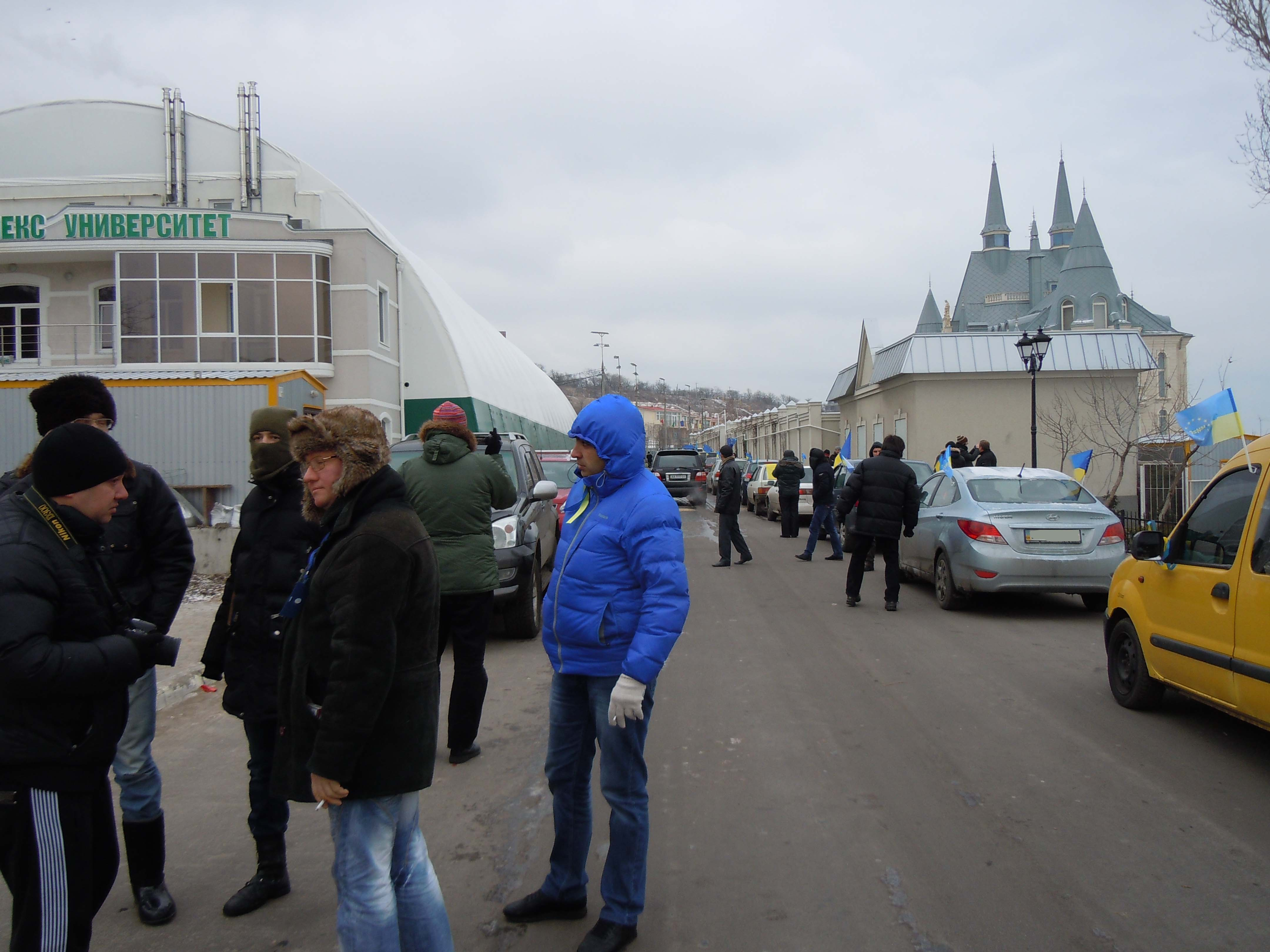
Акція одеського Автомайдану біля будинку Ківалова на 11 ст. Великого Фонтану

Був звинувачений в участі у фальсифікаціях під час Президентських виборів 2004. За це отримав прізвисько «підрахуй».
Сергій Ківалов разом з Андрієм Портновим був ідеологом судової реформи 2010 року. Експерти відзначали, що судова реформа 2010 року здійснювалася в умовах повного домінування Януковича у політичній системі України, в дуже стислі терміни та кулуарно.
27 квітня 2010 року голосував за ратифікацію «Харківських угод».
16 січня 2014 року голосував за «Диктаторські закони 16 січня».
Рішенням ЄСПЛ у справі «Олександр Волков проти України» зафіксовано роль Ківалова у питанні притягнення суддів до дисциплінарної відповідальності. Це стосується періоду, коли він поєднував посади члена Вищої ради юстиції та голови Комітету ВР з питань правосуддя. З рішення ЄСПЛ випливає, що це суміщення посад не дозволяло реалізувати право на незалежний та безсторонній суд.
18 січня 2018 року був одним з 36 депутатів, що голосували проти Закону про визнання українського суверенітету над окупованими територіями Донецької та Луганської областей.
Виходячи з даних аналітиків ІА «Слово і діло», за час перебування Сергія Ківалова на посаді народного депутата 8-го скликання ВРУ, зміг виконати 28 % обіцянок.
У липні 2019 року із записів НАБУ стало відомо про причетність Ківалова до підкупу суддів Окружного Суду.

## Нагороди
- Орден князя Ярослава Мудрого IV ст. (2011)[27], V ст. (2004)[28]
- Орден «За заслуги» I ст. (2002)[29], II ст. (1999)[30], III ст. (1997)[31]
- Заслужений юрист України (1998)[32]
- Почесний працівник прокуратури України (2000).
- Почесна грамота КМ України (04.2004).
- Орден «Святий Князь Володимир» IV ст. (08.1999, УПЦ).
- Орден Дружби (Російська Федерація, 2009)[33]
- Медаль Пушкіна (Російська Федерація, 9 лютого 2013 року) — за великий внесок у збереження та популяризацію російської мови та культури за кордоном[34][35]
- Почесний громадянин міста Одеси (06.2004)
- Почесний громадянин Одеської області (грудень 2013 року)[36]
- Увійшов в ТОП-30 найвпливовіших одеситів за версією журналу «Новое Время» 2019 року[23]

## Праці

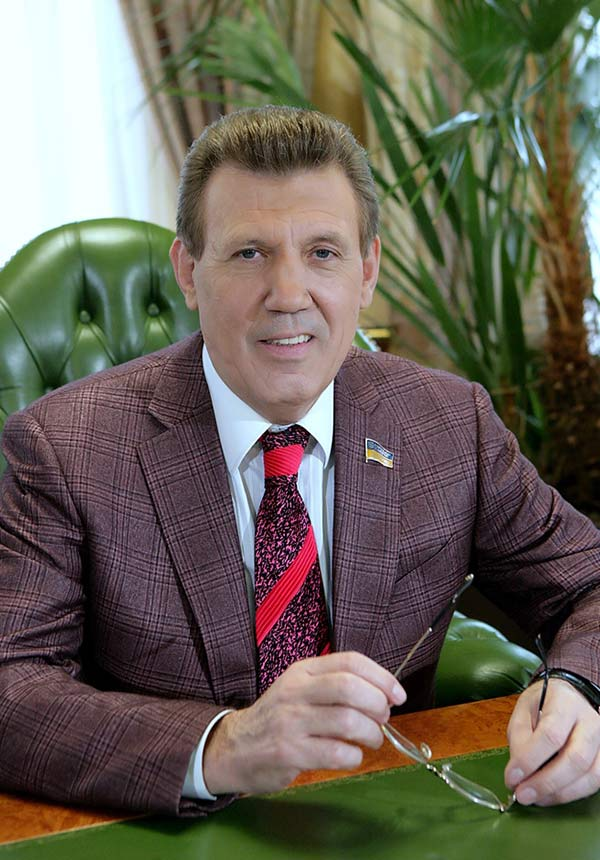

Автор (співав.) близько 150 наукових праць.

### Монографії
- «Таможенное право (Административная ответственность за нарушение таможенных правил)» (1996)
- «Таможенное право Украины» (1997)
- «Проблемы вхождения Украины в европейское правовое пространство» (1999, співавт.)
- «Парламентське право України та Азербайджану: досягнення й недоліки 1917—1920» (2000, співавт.)
- «Статути Великого князівства Литовського у 3 томах. Том. 1. Статут Великого князівства Литовського 1529 року» (2002, співавт.)
- «Правничий довідник для професійних суддів» (2003, ред.)

### Підручники
- «Митна політика України» (2001, співавт.)
- «Адміністративне право України» (2003)
- «Державна служба в Україні» (2003, співавт.).

### Навчальні посібники
- «Организационно-правовые основы таможенного дела в Украине» (1995)
- «Средства осуществления таможенной политики в Украине» (1995)
- «Конституція для океанів» (1998, наук. ред.)
- «Основы правоведения» (2000, ред.)
- «Адміністративне право України» (2001, співавт.)
- «Таможенная система Украины (структура и организация деятельности)» (2001, ред.)
- «Основи правознавства» (2001, ред.)
- «Основы правоведения» (2000, співавт.)
- «Административное право Украины»(2002, співавт.)
- «Організація державної служби в Україні» (2002, співавт.)
- «Основы правоведения Украины» (2002, співавт.)
- «Основи правознавства» (2003, співавт.)